# Mayombe (romance)
Mayombe é um romance do escritor angolano Pepetela publicado originalmente em 1980. Foi escrito entre 1970 e 1971, quando o autor era um guerrilheiro do Movimento Popular de Libertação de Angola (MPLA), e trata do quotidiano dos revolucionários angolanos na guerra colonial contra as forças portuguesas. No ano da sua publicação, Mayombe rendeu ao seu autor o Prémio Nacional de Literatura de Angola, e, em 2016, o livro entrou para a lista das leituras obrigatórias da Fundação Universitária para o Vestibular, da Universidade de São Paulo, tornando Pepetela o primeiro autor africano a fazer parte da relação das obras.

## Conceção e publicação
Segundo o autor, Mayombe começou a ser escrito em 1970, como um comunicado de guerra. Ele relata:
"Mayombe é um livro que foi feito sem projeto. Esse livro apareceu de um comunicado de guerra. Nós fizemos uma operação militar e eu era o responsável por mandar as informações, redigir o comunicado, como tinha passado a operação e enviar depois para o nosso departamento de informação, que veiculava no rádio, no jornal. Eu escrevi aquela operação com que o livro começa e que é real. Acabei de escrever o comunicado, uma coisa objetiva, assim fria. E não foi nada disso que se passou. E continuei o comunicado, tirei a primeira parte e mandei pra eles, no departamento de informações e continuei."

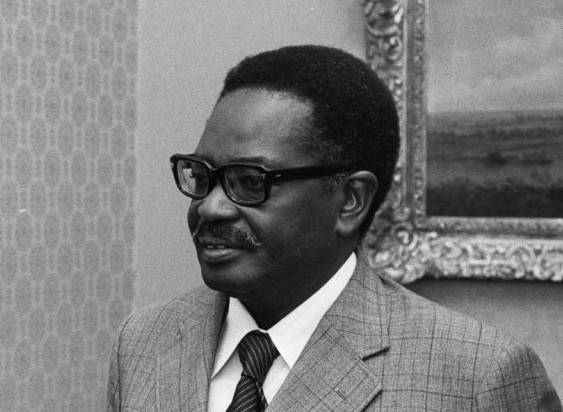
Antes de publicado, Mayombe foi lido por Agostinho Neto, um dos maiores líderes do MPLA e o primeiro presidente da República de Angola.

A escrita do livro foi concluída em 1971. Entretanto, a sua publicação só foi possível em 1980. Vários motivos levaram a isso. Primeiramente porque, cinco anos após a Independência, não havia riscos de que o conteúdo da obra fosse utilizada pelo Exército Português contra o MPLA. Em segundo lugar, a obra poderia ser mal vista pelo governo do MPLA, pois destacava, por exemplo, a corrupção dentro do movimento. Por isto, o autor só a publicou após o líder Agostinho Neto ler e concordar com a obra. Pepetela afirma também que, inicialmente, não tinha intenção de publicá-la, devido ao ser carácter altamente testemunhal. Ele diz:
"Eu escrevi não para publicar. Escrevi porque tinha necessidade de escrever. Estava em cima de uma realidade que quase exigia que eu escrevesse. Escrevendo eu compreendia melhor essa realidade; escrevendo eu atuaria também melhor sobre a própria realidade. Não quanto à obra escrita, mas pela minha atuação militante para melhor compreensão dos fenómenos que se passaram. Mas escrevia também para compreender melhor esses fenómenos. Claro que podia fazê-lo com um ensaio académico, não era essa a minha intenção. Eu vejo a coisa como ficcionista."

Além desta necessidade pessoal, o autor também afirma que a obra poderia servir para fazer os leitores "reviverem" as suas experiências na guerra, trazendo um conteúdo histórico sem a "frieza" dos textos de história:
"Outro objetivo é que daqui a uns tempos não haverá pessoas que tenham vivido a situação colonial por “dentro”. E toda a nova geração deverá ouvir falar, apenas. Há de haver textos de história sobre o que era o colonialismo, o que era a mentalidade do colono, etc., mas forçosamente o texto de história, é uma coisa fria... e as pessoas acabam por imaginar o que seria, mas não compreender profundamente, e aí é o papel do romance, fundamental, para a nova geração conseguir “viver” um pouco o que era a vida antes. Aí há também uma preocupação de registar para a história. E há pouca gente que escreve, que tenha tido essa vivência. E aí eu pensei, eu tenho essa vivência da sociedade colonial, eu tenho a vivência dos que se opuseram à sociedade colonial […] Enfim, é um voltar atrás, mas com os olhos pelo menos no presente."

## Enredo
O enredo passa-se entre a floresta do Mayombe, na região de Cabinda, em Angola, e a cidade de Dolisie, na República do Congo. Na floresta, estão os guerrilheiros do MPLA, que são chamados por nomes de código, tendo como destaque Comandante Sem Medo, Comissário Político João, Chefe das Operações, Teoria (professor), Lutamos, Milagre e Mundo Novo. Entre eles, são constantes as disputas por motivos de tribalismo. Na cidade, têm destaque André e Ondina. Esta última torna-se importante por sua relação com o Comissário.

### "A missão"

Bandeira do Movimento Popular de Libertação de Angola (MPLA), do qual participam os guerrilheiros de Mayombe.

Os guerrilheiros estão na floresta, procurando um local em que os civis de Cabinda extraem madeira para os colonialistas. Teoria se machuca, mas continuam com o plano. Encontrando os trabalhadores, o único português consegue fugir, poupado por Sem Medo. Ficam com os prisioneiros até ao dia seguinte, apresentando-lhes a ideologia do MPLA. Ao libertarem-nos, os guerrilheiros percebem que uma nota de cem escudos fora roubada de um dos trabalhadores. Estes vão embora e, mais tarde, Sem Medo nota que o ladrão fora o guerrilheiro Ingratidão do Tuga, que seria julgado na base. São constantes as desconfianças entre os guerrilheiros por tribalismo.
Uma emboscada contra os soldados portugueses é realizada. Vários portugueses morrem, e todos os guerrilheiros sobrevivem. Voltariam para a base, mas Comissário deseja encontrar o trabalhador que possuía a nota roubada. Ele o encontra, porém o homem oferece o dinheiro ao movimento. Na base, julgam Ingratidão do Tuga: Comissário a favor do seu fuzilamento, mas Sem Medo contra. O Chefe das Operações lembra que a decisão final sobre o traidor é da diretoria.

### "Base"
O capítulo começa tratando de como o Mayombe "pariu" a base guerrilheira, escondendo-a com as copas das árvores e alimentando-a com amêndoas (as "comunas", no jargão dos guerrilheiros). Chega um grupo de guerrilheiros novos, mas mal treinados. Um deles, parente de Sem Medo e do dirigente André, ganha o nomes de código Vewê. Comandante reclama do pouco treinamento dos novos membros e da falta das remessas de comida para a base. Para resolver estes problemas, Comissário é mandado para Dolisie. Fica clara a diferença entre o pensamento de Mundo Novo, um idealista, e o de Sem Medo, que crê que não há atitude humana desinteressada.
Comissário, já em Dolisie, não encontra André com facilidade e, por isso, vai ver Ondina, a sua noiva. Esta zanga-se pela demora do noivo e por sua curta estadia na cidade. André finalmente é encontrado, prometendo enviar mantimentos à base. Comissário volta à sua noiva, mas ficam insatisfeitos, com ele fugindo das intimidades. De dia, volta à base, desiludido com a tarefa e a noiva. Com Sem Medo, conversa sobre a falta de comida e os problemas com Ondina, pedindo ao Comandante que vá a Dolisie falar com ela.
Após uma brincadeira, Sem Medo grita com Vewê. Esta atitude é discutida por vários guerrilheiros, que acabam num conflito por tribalismo. O problema é resolvido pelo Chefe das Operações. Comandante sai em patrulha com os guerrilheiros Muatiânvua e Lutamos. Conversam sobre as disputas no comando, que são negadas por Sem Medo. Pela falta de alimentos, falam de uma possível sublevação contra André.

### "Ondina"
A fome continua, instigando o tribalismo. Quando Chefe das Operações volta com os alimentos, todos se alegram, mas chega a notícia de que Ondina fora pega em relações íntimas com André. Chega também uma carta dela ao noivo, que decide ir sozinho a Dolisie. Sem Medo o impede e lhe conta sobre seu relacionamento com Leli, uma mulher mestiça que acabou morta pela União das Populações de Angola (UPA). Na manhã seguinte, ambos partem para a cidade, onde André fora preso e o Comandante o substituiria provisoriamente. Na escola, Comissário encontra Ondina e procura reconciliação, que lhe é negada. Eles fazem amor, porém ela está decidida a partir de Dolisie. A Sem Medo, Comissário pede ajuda para convencer a noiva, mas o Comandante não tenta conversar com ela.
Sem Medo descobre que Ingratidão do Tuga fugira, provavelmente auxiliado devido ao tribalismo. Comissário novamente pede ao amigo que fale com Ondina. Ele o faz, mas não tenta convencê-la a reatar o relacionamento. Por isso, Comissário se zanga e parte para a base. Sem Medo vê nisto uma evolução. Na manhã seguinte, avisam-lhe que os portugueses fizeram o seu acampamento em Pau Caído, o que o faz avisar ao chefe do depósito de Dolisie.

### "A surucucu"

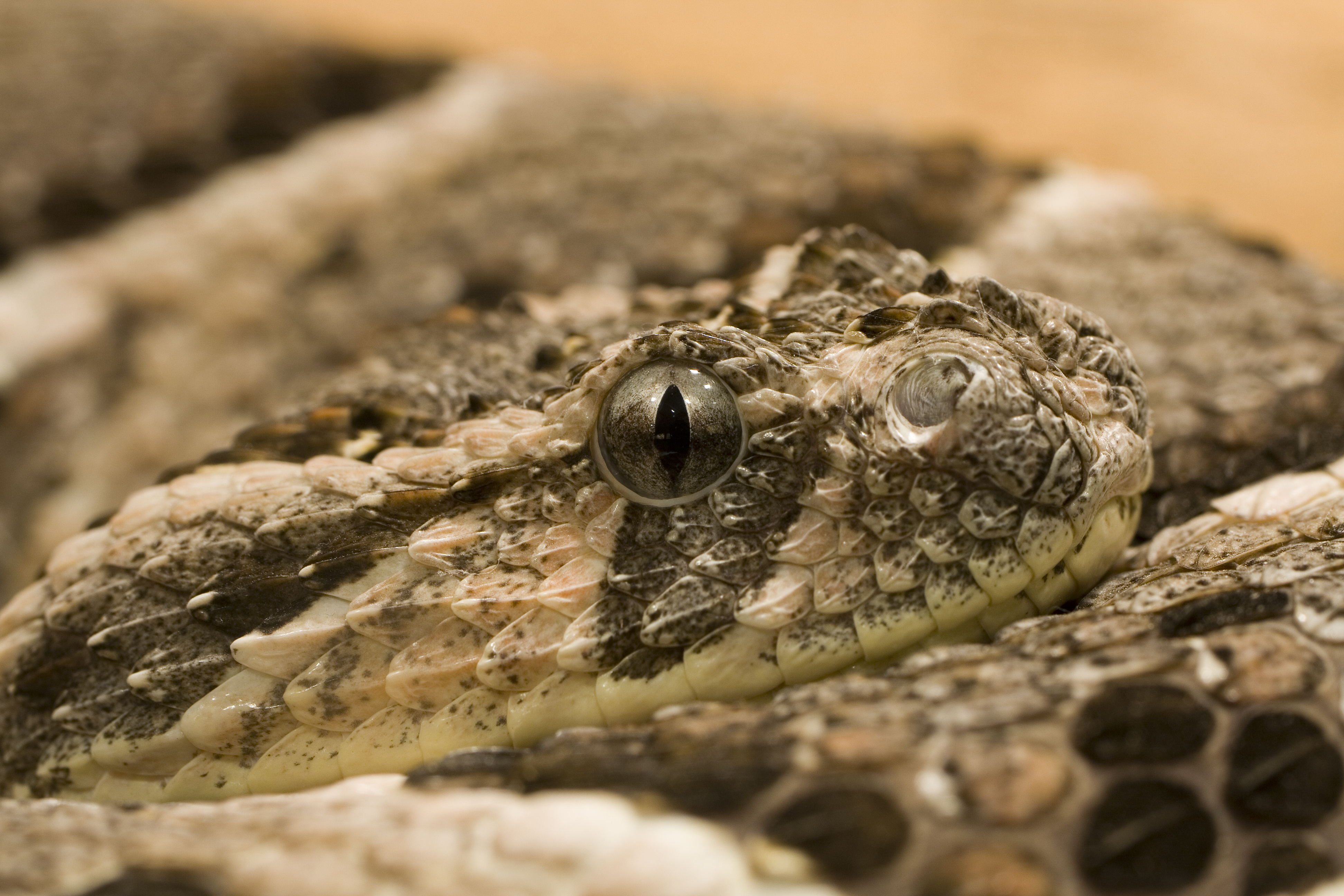
Uma surucucu africana (Bitis arietans) causa uma confusão entre os guerrilheiros.

Sem Medo e Ondina, na cidade e sem novidades, conversam sobre diversos assuntos íntimos. Acabam dormindo juntos e, na manhã seguinte, são acordados por Vewê, que não vê Ondina, mas avisa ao Comandante que a base fora atacada pelos portugueses. Por isto, Sem Medo reúne guerrilheiros e cidadãos para retomar a base. Chegando lá, encontram Teoria, que informa ao Comandante que não houvera ataque. Descobrem que Vewê havia somente se assustado com os tiros dados por Teoria contra uma surucucu. Sem Medo ri, mas Comissário age de forma fria. Vewê é inocentado e Teoria recebe tarefas a mais como punição. Sem Medo começa a planear ataques contra os portugueses em Pau Caído e volta à cidade.

### "A amoreira"
Sem Medo recebe ordens: Mundo Novo assumiria Dolisie e ele, após o ataque a Pau Caído, iria para a Frente Leste. Chama Mundo Novo, que se surpreende com a nomeação. Ondina tenta relacionamento com Comandante, mas ele recusa. À noite, chega o trabalhador cuja nota fora roubada por Ingratidão de Tuga: ele quer se juntar ao MPLA. Coluna, uma guerrilheira, vai até a base. De madrugada, marcham para realizar o ataque, que seria comandado por Comissário. Chegando ao local, preparam as armas e esperam.
O ataque começa e, para salvar Comissário, Lutamos morre e Sem Medo é ferido gravemente. Vencem, mas Sem Medo não resiste e é enterrado junto a Lutamos, embaixo de uma grande amoreira. Chefe das Operações lembra que um cabinda (Lutamos) e um quicongo (Sem Medo) morreram para salvar um quimbundo (Comissário). Guerrilheiros os saúdam com salva de tiros.

### Epílogo
Comissário está no Bié, para onde deveria ter ido Sem Medo. Reflete sobre a sua vida após a morte do amigo.

## Personagens
Comandante Sem Medo: é o protagonista do romance e uma espécie de herói positivo, por vezes aproximado dos heróis exemplares do realismo socialista. É destes distanciado, porém, pelas dúvidas que possui acerca do futuro e dos interesses humanos. De qualquer modo, é verdadeiramente disposto a lutar por seu ideal. Quando entrou para a guerrilha, era chamado de "Esfinge". Entretanto, ganhou o novo nome após ter resistido sozinho a um ataque.
Apesar de veterano, Sem Medo mostra complacência em diversas situações, como quando decide poupar um inimigo e não recomendar o fuzilamento de um traidor. Também destaca-se, entre as suas várias características, a flexibilidade, tanto para tomar decisões como em relação à sua ideologia. Por isso, entra em conflito com Mundo Novo, o qual considera dogmático.
Comissário Político João: mais jovem que Sem Medo, estabelece com este uma relação de mestre e discípulo em que ocorrem profundos diálogos. Ambos partilham da opinião contrária ao tribalismo angolano, reiterada múltiplas vezes na obra. Entretanto, devido à relação de João com Ondina, dão-se algumas divergências entre os dois.
Ondina: noiva de João, vive um relacionamento difícil, pois, enquanto o noivo fica na base do Mayombe, é professora em Dolisie. Além disso, é mais experiente e expressa uma liberdade singular, procurando saciar os seus desejos.

## Características

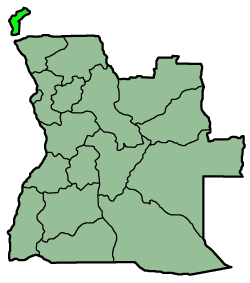
A província de Cabinda (em verde claro), onde se passa o enredo da obra.

### Foco narrativo
Na obra, o narrador omnisciente em terceira pessoa é padrão. Entretanto, ao longo do texto, ocorrem intervenções narrativas por parte das personagens, que expõem os seus pontos de vista sobre o que ocorre na história. Isto caracteriza polifonia, ou seja, a presença de múltiplos locutores. Este recurso é usado por Pepetela para demonstrar como, entre os guerrilheiros, havia fortes divergências de opinião, frequentemente originadas por tribalismo. Ondina, uma importante personagem feminina, não possui voz narrativa, o que pode representar uma crítica à desigualdade de género.

### Tempo e espaço
O tempo da obra é cronológico, com uma narrativa assaz linear. Quanto ao espaço, destaca-se o papel da floresta do Mayombe, por vezes considerada uma das protagonistas do livro, condicionando o comportamento das personagens. Ela é, ao mesmo tempo, uma figura materna, oferecendo abrigo e alimento, e um obstáculo, pois põe os guerrilheiros num estado de medo e solidão. É neste estado, porém, que os guerrilheiros amadurecem e se emancipam.

## Temas

Os grupos étnicos de Angola em 1970: o tribalismo é um dos temas mais importantes de Mayombe.

Entre os diversos temas tratados na obra, destaca-se o do tribalismo, originado pelo facto de que os guerrilheiros têm diversas origens étnicas. Alguns - como Sem Medo, por natureza um quicongo - já "esqueceram" as suas raízes. Entretanto, grande parte dos membros da guerrilha acaba entrando em conflito devido à variedade étnica. Com isso, pode-se dizer que Pepetela indica que a verdadeira libertação nacional só viria com a total destribalização do pensamento angolano e a busca por uma identidade nacional.
As relações amorosas e sexuais humanas também têm destaque em Mayombe: através das trajetórias de Ondina e Leli, o autor demonstra certa libertação do corpo feminino, que se põe numa posição de "descolonização", fazendo um paralelo com a história de Angola. Ou seja, a revolução pretendida pelo MPLA é posta nos planos mais íntimos e individuais.
Outros temas de relevância são as implicações sociais, políticas e económicas da guerra e as diferentes intenções e posições ideológicas dos guerrilheiros de um mesmo movimento. Pepetela também faz críticas ao sistema colonial, ao racismo, ao machismo e à corrupção. Por vezes, faz críticas internas ao próprio MPLA, sendo considerado um dos primeiros a realizar isto.